# IC 3361
IC 3361 је елиптична галаксија у сазвјежђу Дјевица која се налази на листи објеката дубоког неба у Индекс каталогу.
Деклинација објекта је + 10° 39' 55" а ректасцензија 12h 26m 54,5s. Привидна величина (магнитуда) објекта IC 3361 износи 14,3 а фотографска магнитуда 15,3. IC 3361 је још познат и под ознакама VCC 949, PGC 40759.